# 王宗彝 (成化進士)
王宗彜（？—1517年），原名王倫，字表倫，號守拙，别號留耕，直隸保定府束鹿縣人，明朝政治人物。大學士王文之子。成化丙戌進士，官至南京禮部尚書。

## 生平
王宗彜之父王文，景泰朝大學士。景泰七年（1456年），王宗彜應順天鄉試不第。王文奏請代宗，賜其舉人。不久，英宗復辟，王文、于謙被殺，全家戍邊，王倫革斥功名，不得會試。改名宗彜，明憲宗繼位，王文平反，并歸還所籍家人。王宗彜再中順天鄉試。成化二年（1466年），聯捷進士，授户部主事，歷任戶部郎中，出理遼東兵餉。太監汪直東征時，稱王宗彜督餉有勞，成化十五年十二月升太僕寺少卿，不久升为都察院右佥都御史、巡抚辽东，十九年八月被御史弹劾奢纵不检而边备日弛，降四川布政司左参议、松茂运道。孝宗弘治元年三月，升河南右参政，四年正月升本司右布政使，十月升都察院右副都御史、巡抚陕西，八年二月升兵部右侍郎，十年十一月清理军职贴黄，十一年正月升左侍郎，十五年五月北虏犯边，大同失利，兼都察院左佥都御史，经略密云、潮河川、古北口、大水谷等处军务，十三年九月以九年秩满，升都察院右都御史，仍经略密云潮河川等处边务，十一月奉詔回京。十四年七月提督辽东军务，十五年三月回京，六月官至南京禮部尚書，正德二年（1507年）致仕。正德十二年八月卒，謚安簡。